# 松城家住宅
松城家住宅（まつしろけじゅうたく）は、静岡県沼津市戸田（へだ）にある歴史的建造物である。松城邸（まつしろてい）とも呼ばれる。2006年（平成18年）7月5日に主屋、文庫蔵、門などの建造物7棟及び土地が国の重要文化財に指定された。

## 概要

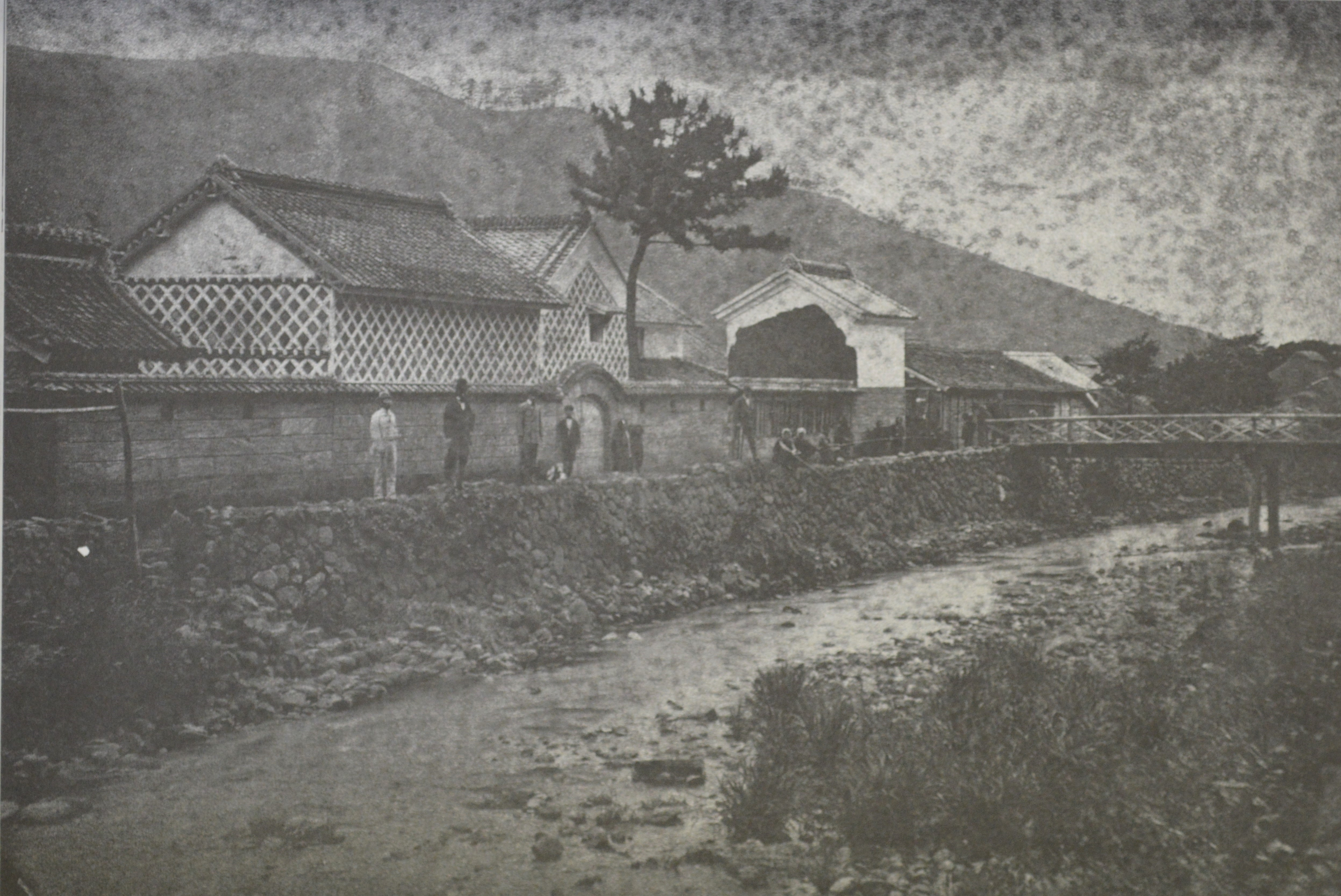
明治時代の鬼川と松城家住宅

回船業を生業とした商家の邸宅で、屋敷構えが全体的によく現存している。なかでも1873年（明治6年）の主屋は、和風建築を基調としながら、外観はベランダを設けた擬洋風建築という特徴的な設計となっている。屋敷内の壁や、天井のランプ釣りに静岡県を代表する鏝絵師・入江長八の鏝絵が数点残されている。2018年（平成30年）から2022年（令和4年）にかけて、修復工事を実施している。

## 歴史

### 松城家について
松城家は戸田村で廻船業を営み、江戸時代後期には戸田から江戸や瀬戸内方面への船を運行していた。
1818年（文政元年）から1829年（文政12年）に起こった飢饉で当時の当主秋元兵作鎮陳（あきもとひょうさくやすのぶ）が私財を投じて戸田村を救ったことにより、松城の姓と帯刀を領主から許可され、松城兵作と名前を変え、それ以降松城家後継の名前は代々「松城兵作」となる。
2代目松城兵作は事業を米や穀物食品の輸送販売に拡大し、大阪、兵庫、中国地方へ交易を広げていき現在の松城邸を建てた。
3代目松城兵作は伊豆浦汽船会社の社長、田方郡会議員、静岡県会議員、1912年に衆議院議員、戸田村長を務めた。

### 建築の経緯
地元の大工である植田儀兵衛によって、1873年（明治6年）に上棟されたことが建築時の棟札から判明している。日本国内最古の擬洋風建築である。1872年（明治5年）のものと思われる家相図が残されているが、邸宅の西側以外には戸田大川から水路が引かれており、南門には船着石が設けられていることが図からわかる。

### 文化財指定
1999年（平成11年）に「主屋」を含む7棟が国の登録有形文化財に登録された。その後、2006年（平成18年）7月5日に敷地内にある「主屋」「ミセ」「文庫蔵」「東土蔵」「北土蔵」「門」「塀」の７棟の建造物及び土地が国の重要文化財に指定された。

### 保存修理工事
2016年（平成28年）に保存修理事業として計画が立てられ、9月より調査が開始された。2017年（平成29年）3月7日、建物の保全と耐震化、調査を目的に初の大規模修繕工事が始められた。主屋は半解体、北土蔵、東土蔵、石塀などはすべて解体し、部材の修復を行ったうえで2022年（令和4年）3月までに復元する計画である。ポルトガル製の2階の天井クロスは張り替えられる。東京都荒川区に本部を置く文化財建造物保存技術協会が設計・管理を担う。大規模改修は1873年（明治6年）の完成以来初めてである。
工事により非公開とされるまえまで、松城家住宅は月に2回の一般公開を行っていた。2016年（平成28年）4月から6月の3カ月には、前年の同時期に比べ1.4倍の98人が見学に訪れている。修繕工事中も年1回は工事の進捗状況を紹介する説明会を実施するとしている。

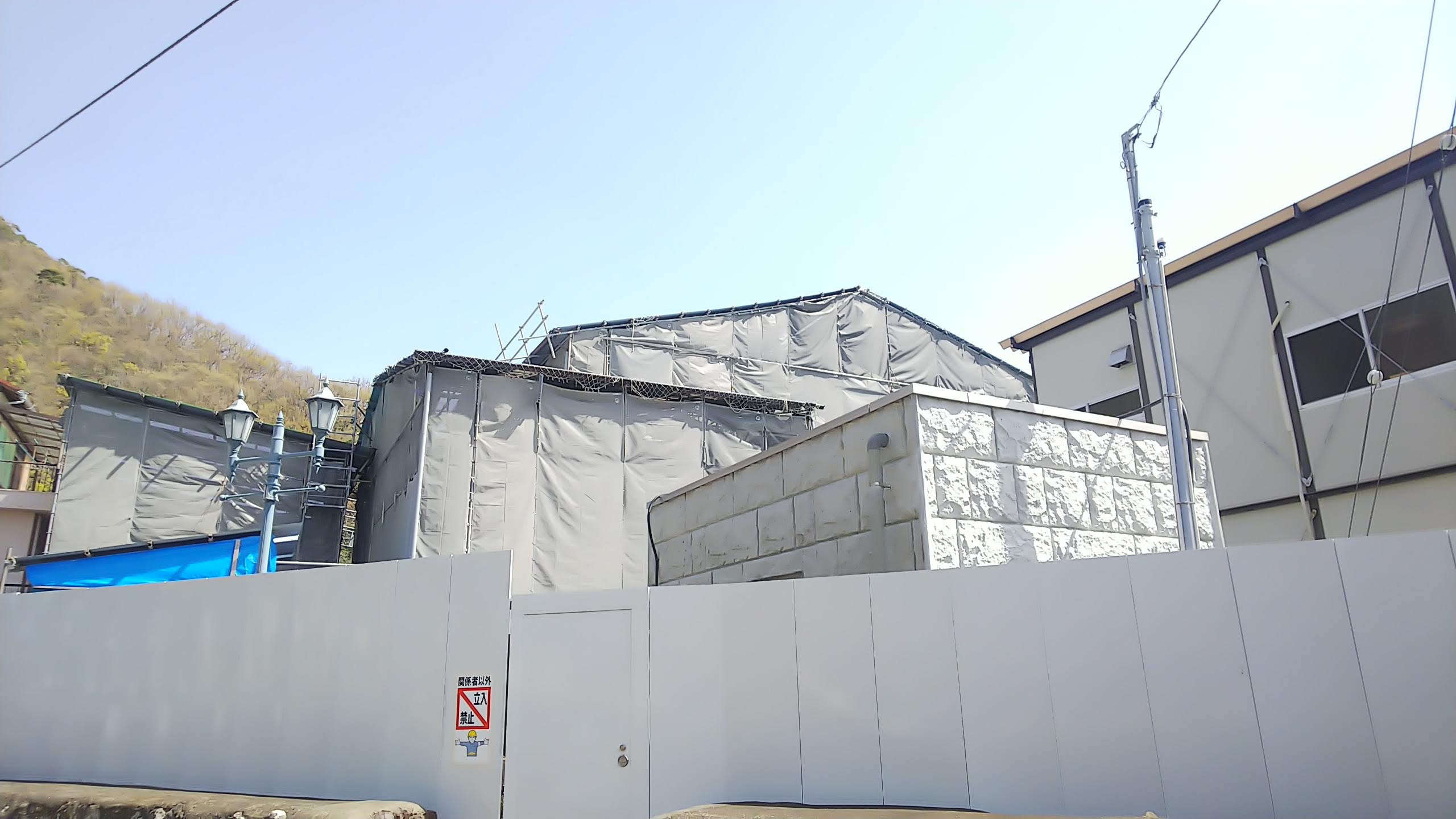
修復中の松城邸の様子（2020年3月現在）

2022年（令和4年）9月に保存修理工事が完了、2022年11月3日に一般公開された。

### 松城家を利用したエピソード
- 松城家では節分の豆まきの際、当主が「鬼は外」「福は内」と声を上げると、従者は「その通り」と声をかけたという[12]。
- 幕末のロシア提督エフィム・プチャーチンの娘オリガ・プチャーチナが返礼のために松崎家に宿泊し、その際ジョウダンノマが利用された[13]。

## 建築
主屋、ミセ、文庫蔵、東土蔵、北土蔵（各2階建て）からなる建物群と、外周の石塀、石積の庭塀からなる。現存する蔵は2階建てで、味噌や米を貯蔵するためのものだった。
以下の建造物7棟及び土地が「松城家住宅」として国の重要文化財に指定されている。
- 主屋 - 建築面積266.76平方メートル、木造二階建て、桟瓦葺。擬洋風建築。（附：棟札1枚 明治六年六月二六日）
- ミセ - 建築面積32.23平方メートル、木造二階建て、桟瓦葺。西面主屋に接続。
- 文庫蔵 - 建築面積16.52平方メートル、土蔵造二階建て、桟瓦葺。南面主屋に接続。
- 東土蔵 - 建築面積39.66平方メートル、土蔵造二階建、桟瓦葺。
- 北土蔵 - 建築面積32.23平方メートル、土蔵造二階建、桟瓦葺。
- 門柱及び外塀 - 折曲り延長81.4メートル、石造
- 庭門及び塀 - 延長8.0メートル、石造
- 附：家相図2枚 明治五年仲春
- 土地（宅地及び畑） 2，045.44平方メートル（沼津市戸田71番、72番） 地域内の井戸、池、石垣を含む

建築データの出典：
- 「重要文化財松城家住宅保存修理工事〜特別公開第1回〜」、p.10
- 平成18年7月5日文部科学省告示第93号

### 主屋

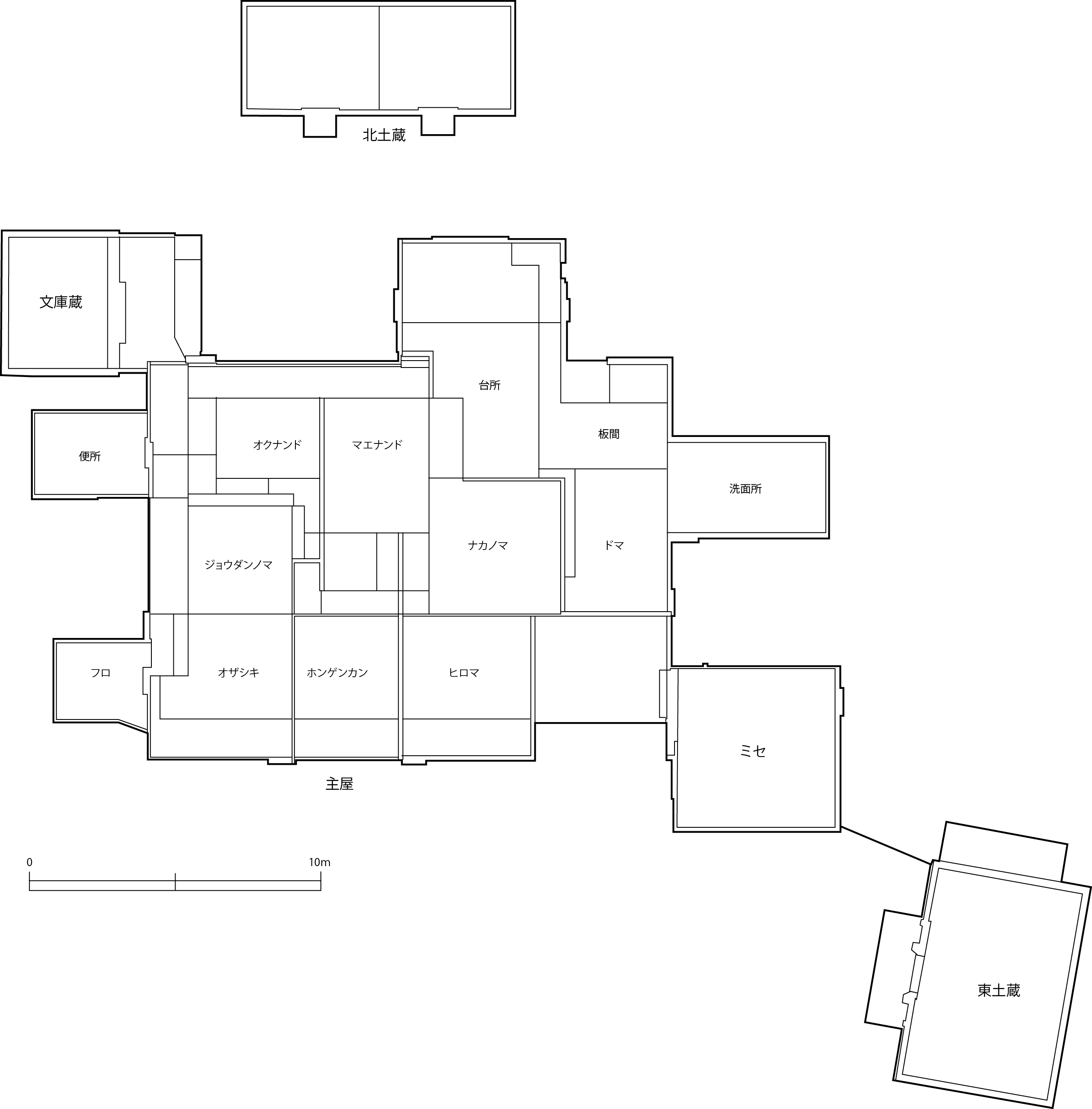
松城邸一階の平面図

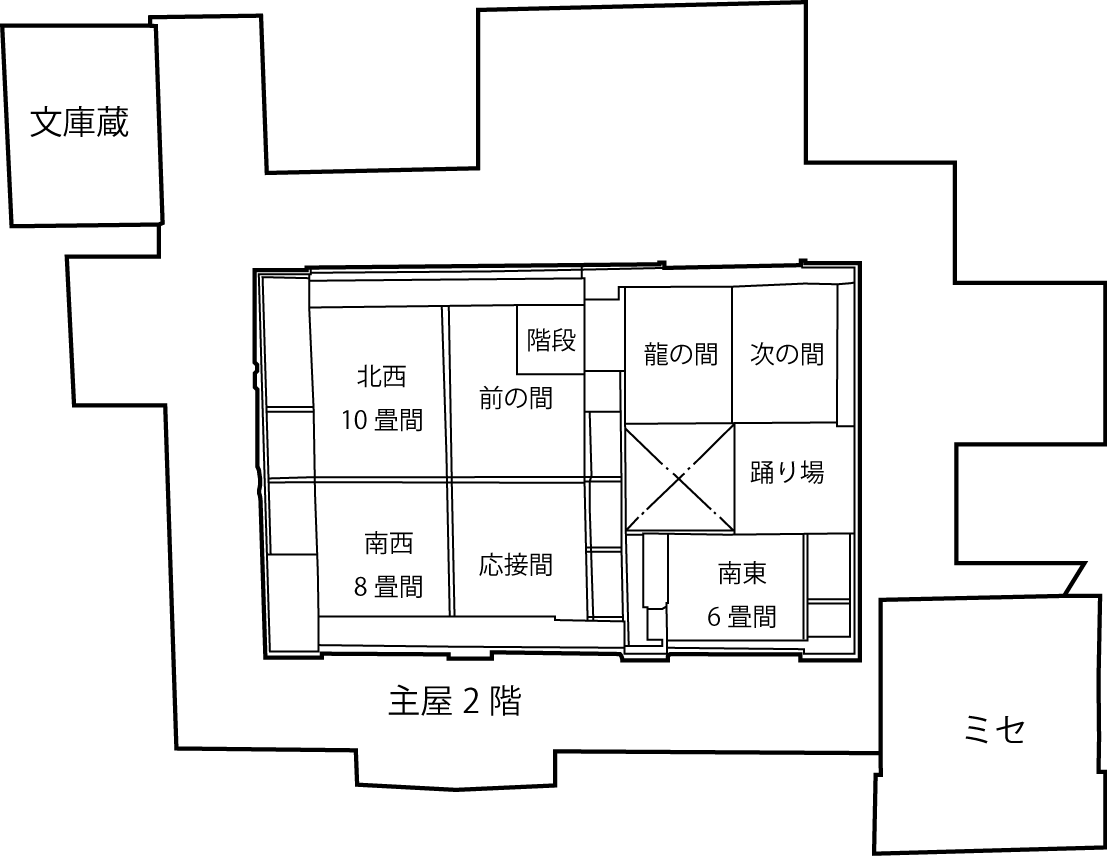
松城邸二階平面図

主屋の間取りは以下のとおり（平面図参照）。南を正面とし、東端に土間をもうけ、その西に位置する床上部は南北2列に部屋をもうける。南列は東から西へ、ヒロマ（10畳）、ホンゲンカン（8畳）、ザシキ（8畳）の3室があり、ザシキの北にジョウダンノマ（上段の間、8畳）がある。ジョウダンノマには床（とこ）、棚、付書院を設ける。北列は、ヒロマの北にナカノマ（12.5畳）、その西にブツマ（平面図には室名の記載なし）がある。ブツマの北にはマエナンド（前納戸、11畳）、マエナンドの西（ジョウダンノマの北）にオクナンド（6畳）がある。平常の入口は土間にあるが、客用入口のホンゲンカンの前には切妻造、起り破風（むくりはふ）の庇を設け、式台構え（床との間に一段低い板張り部分を設ける）とする。このほか、東面北寄りに釜屋、西面北寄り（オクナンドの西）に便所がそれぞれ突出する。主屋2階の西側は、中央の柱をめぐって田の字形に4室を配する。このうち、北東の室は階段室を組み込んだ変形8畳、北西の室は10畳、南側の2室はともに8畳である。これら4室の南北には縁をもうける。2階の東半部は、北に6畳2室、踊り場を挟んで南に6畳1室をもうける。
2階の外壁にみられる3つの窓のうち、右端の1つだけが本物の窓である。左側2つは外観上のバランスをとるために、漆喰で描かれた窓となっている。2020年（令和2年）3月の段階では撤去されているが、かつて2階西側南面と北側にはバルコニーが、最低3回は1873年（明治6年）から90年間で改造されている。当初は、西洋式のバルコニーを真似て建築したため簡易なものであったと推定される。棟端瓦については、松城家の家紋である木瓜紋が使われている。
主屋については、2階天井には、ポルトガル製とされる幾何学模様の紙が一面に貼られており、これは、明治当初の輸入品と言われている一方、2階の床は、畳敷きとなっている。
また、2階に設置されていたオイルランプは、戸田村に隣接する井田村住人がアメリカへの出稼ぎから帰る際、明治30年代に作成されたB・H社オイルランプを明治末頃寄贈したものである。ランプ吊り天井飾りは、いずれも漆喰で描かれている。

### 門及び塀
正門には、伊豆石で作られた高さ9尺の門柱が左右にある。外周には、積層石切積の石塀が設置されている。

### 両袖塀付門
正門と主屋の間にはアーチ門があり、左右に石塀が設置されている。

### 文庫蔵
外壁は、上部を白漆喰塗り、下部を海鼠壁でできている。松城家を表すと言われる松の文様が外扉下に左右2箇所刻まれている。棟端瓦については、松城家の家紋である木瓜紋が使われている。

### 北土蔵
外壁は、白漆喰と海鼠壁でできている。1階には両開黒漆喰塗扉付きの戸口と、2階南面に両開白漆喰扉付がある。棟端瓦については、屋号で千（丸の中に千）紋が使われている。

### ミセ
外壁は、大壁造り白漆喰塗りである棟端瓦については、松城家の家紋である木瓜紋が使われている。1階は東西に6畳2室を並べ、2階は8畳1室（使用人室）とする。

### 東土蔵
外壁は、白漆喰と海鼠壁でできている。西面中央に両開黒漆喰塗扉付き戸口と、2階南面に両開白漆喰扉付窓が設置されている。棟端瓦については、屋号で千（丸の中に千）紋が使われている。

### 入江長八の作品
主屋には漆喰彫刻が施され、土間入口外側の「牡丹」、1階マエナンド天井の「秋の実り」、2階天井の「龍」、2階南側縁の「雨中の虎」などがある。
入江長八は鏝絵師として知られるが、松城家住宅には左官そのものの長八の技術が窺える特異な建築装飾も、2階の壁面に表れている。次の間の床の間一間が、奥行き20センチメートル弱の鼠色の壁面で、壁一面に着物のしぼり模様のような文様が刻まれている。壁面が湿っている状態で、薄い布をかぶせ、その布を軽くつまんで絞るように描かれたものと思われ、光を当てることで微妙に変化する壁面の肌合いを見せる工夫とみられる。
このほか特徴的な装飾に、掛け軸を土壁で描いた「寒梅の塗掛け軸」とよばれる壁画がある。掛け軸の四周を擦り切れさせ、軸は丸く盛り上がり、古びて見せるなど手が込んだものとなっている。1875年（明治8年）、長八61歳の折の作とされる。
以下に述べるのは、長八の手によるものとみられる天井に設けられたランプ掛けの装飾作品である。落款のない作品群であるが、鏝絵の特徴から長八作品とみられている。
牡丹
木瓜形の額縁の中に牡丹が3輪描かれている。1876年（明治9年）、長八62歳の折の作品とみられるが、落款はないものの「天祐之章」と書き判が残る。無着色で、長径102センチメートル、短径82センチメートルあり、松城家のランプ掛け装飾の中では大ぶりの作品である。
龍1
円形額縁の中に龍の姿が描かれており、龍の目玉は金銀の左右異なったガラスで出てきている。
龍2
天井のランプ釣元飾りである。円形のなかに龍の顔、脚、胴体を巧みにデザインし配置した作品で、玉眼と口にわずかに朱色を用いたほかは漆喰で描かれた鏝絵である。
秋の実り
1階の和室11畳間（マエナンド）の天井部にあるランプ釣元飾りである。ランプを吊る金具部分は椎茸の裏面、その周りに里芋、くわい、柿、ぶどう、くり、あけびなどが多彩な色付けを施し、レリーフ状に描かれている。